# Omiodes humeralis
Omiodes humeralis là một loài bướm đêm trong họ Crambidae.